# 千鳥ケ淵戦没者墓苑
千鳥ケ淵戦没者墓苑（ちどりがふちせんぼつしゃぼえん、英語: Chidorigafuchi National Cemetery）は、日本の戦没者慰霊施設。日中戦争および大東亜戦争/太平洋戦争の戦没者の遺骨のうち、遺族に引き渡すことができなかった遺骨を安置している。公園としての性格を有する墓地公園とされており、環境省が所管する国民公園等のひとつである。千鳥ヶ淵戦没者墓苑、国立千鳥ケ淵戦没者墓苑（こくりつちどりがふちせんぼつしゃぼえん）、国立千鳥ヶ淵戦没者墓苑とも表記される。

## 概要

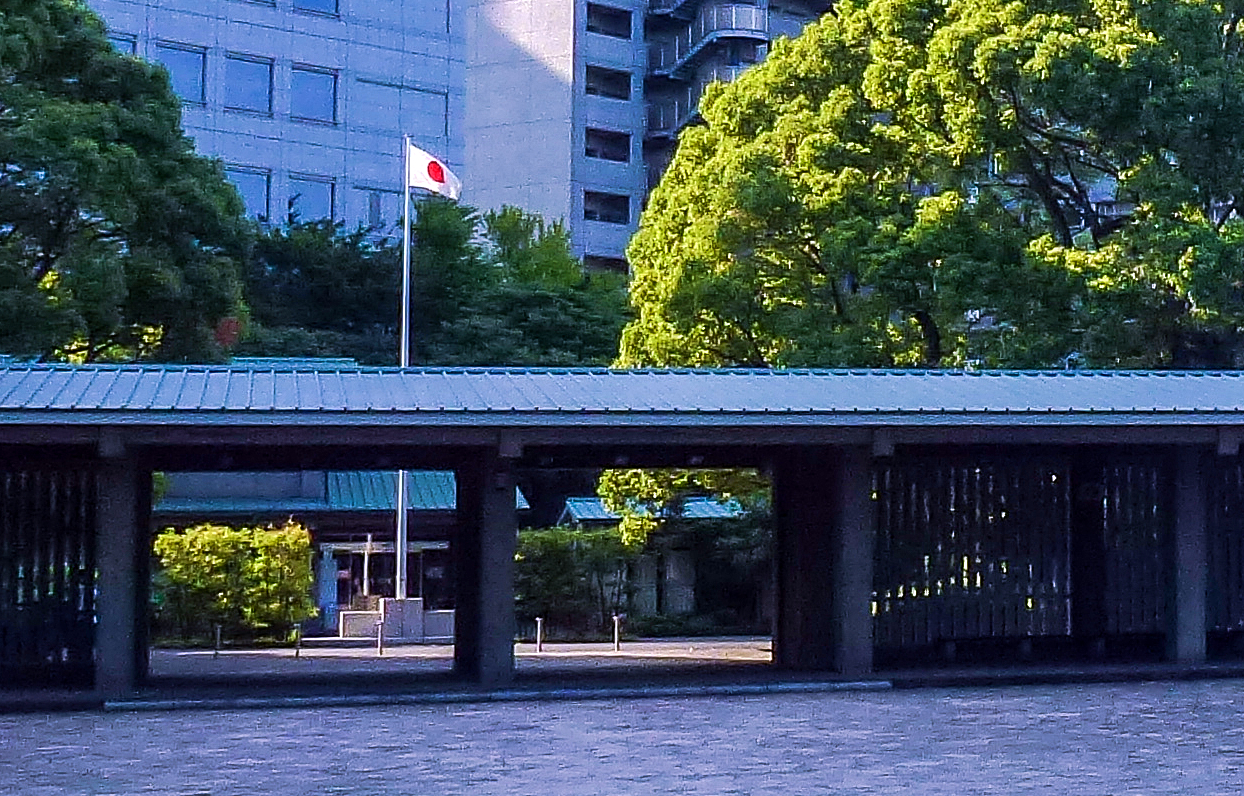
前屋と掲揚された国旗

千鳥ケ淵戦没者墓苑は、日本国政府が設置した戦没者慰霊施設である。日中戦争および大東亜戦争/太平洋戦争の折に国外で死亡した日本の軍人、軍属、民間人の遺骨のうち、身元不明や引き取り手のない遺骨を安置する施設である。閣議決定「『無名戦没者の墓』に関する件」に基づき、1959年に創建された。政教分離原則により、特定の宗教宗派に属さない施設とされている。
東京都千代田区の千鳥ヶ淵のほとりに立地し、苑内には六角堂などの施設が建てられている。昭和天皇から下賜された骨壺に各地の遺骨を少しずつ納め、それを全戦没者の象徴として六角堂に安置している。また、納骨室や増設納骨室には、およそ35万8000柱以上の遺骨が安置されている。2023年5月29日、政府は拝礼式を開き、墓苑に納められた遺骨は計37万485柱になった。皇居外苑などの国民公園と同様に国が直接管理しており、敷地の維持運営を環境省が、 苑内の増設納骨室は厚生労働省によって管理されている。
例年、厚生労働省によって戦没者を慰霊する拝礼式が挙行されており、皇族や内閣総理大臣などが参列する。また、毎年終戦の日には、内閣総理大臣が参列するのが恒例となっている。

## 施設・設備

### 敷地

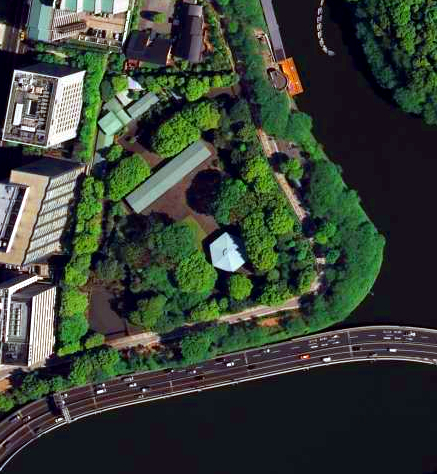
2009年4月27日に撮影された航空写真

東京都千代田区三番町2番地に位置し、敷地面積は1万6063平方メートルである。国が維持管理する戦没者の納骨施設であり、公園としての性格を有する墓地公園とされている。そのため、皇居外苑などの国民公園に、千鳥ケ淵戦没者墓苑と戦後強制抑留及び引揚死没者慰霊碑苑地を加えて「国民公園等」と総称されており、それらの維持管理は環境省が所管している。
環境省においては自然環境局の総務課が所管しており、その下部機関である千鳥ケ淵戦没者墓苑管理事務所が維持管理にあたっている。また、千鳥ケ淵戦没者墓苑の維持奉賛のため、公益財団法人として千鳥ケ淵戦没者墓苑奉仕会が組織されており、清掃等の維持管理に協力している。
千鳥ケ淵戦没者墓苑の庭園は、田村剛が設計を手掛けた。苑内には、全日本無名戦没者合葬墓建設会が日本国民から募った募金や関係機関などにより、およそ4000本の樹木が植樹された。主に常緑樹が植えられており、それにケヤキなどの落葉樹が交ぜられている。このような植栽となったのは、国の戦没者墓苑としてふさわしい厳粛な空間となるように、との配慮に基づいている。そのため、苑内の花木は、控えめになっている。
一般の拝礼は通年で可とされている。公開時間は、4月から9月にかけては午前9時から午後5時まで、10月から3月にかけては午前9時から午後4時まで、とされている。

### 六角堂

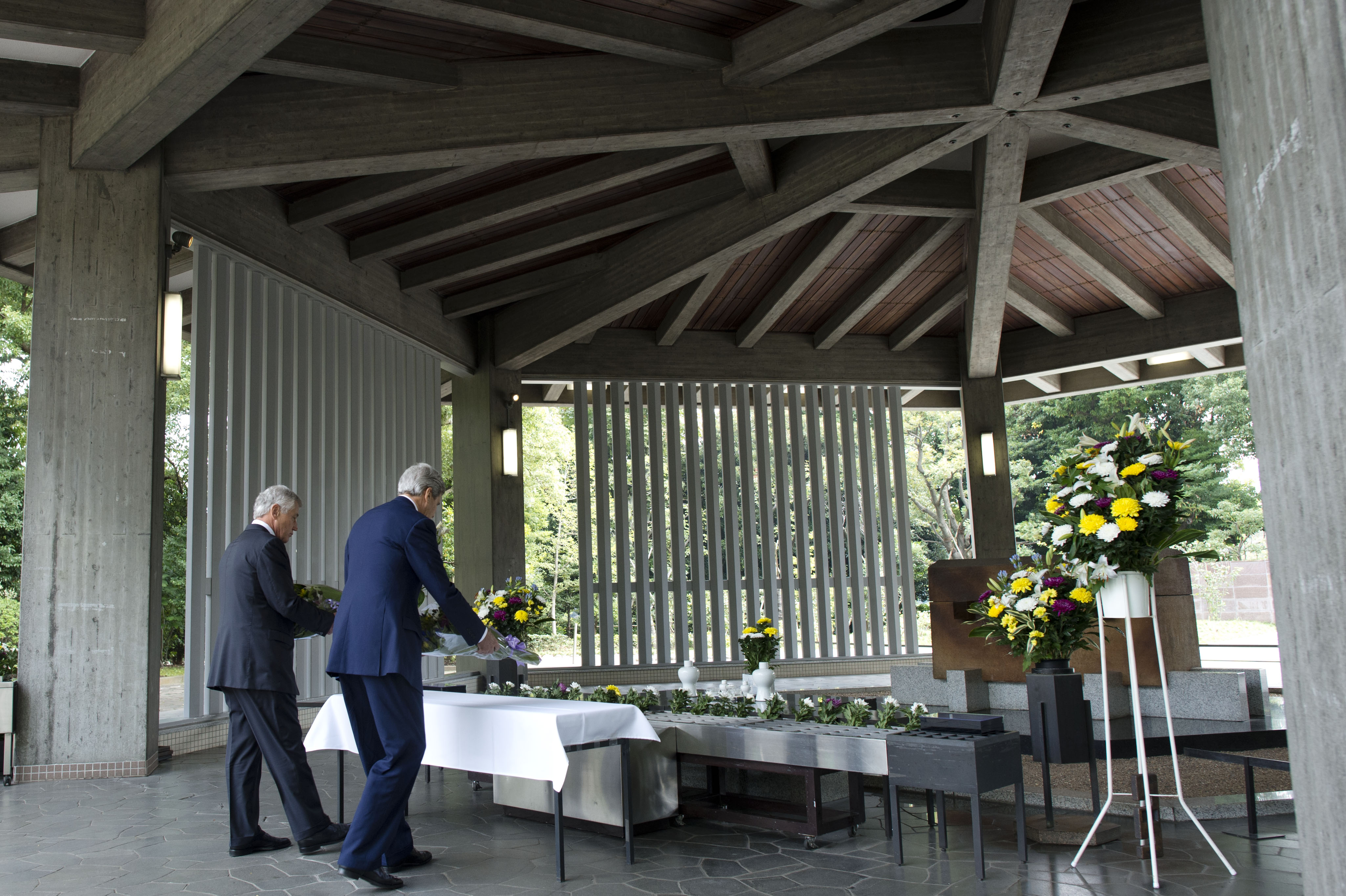
六角堂の献花台と陶棺

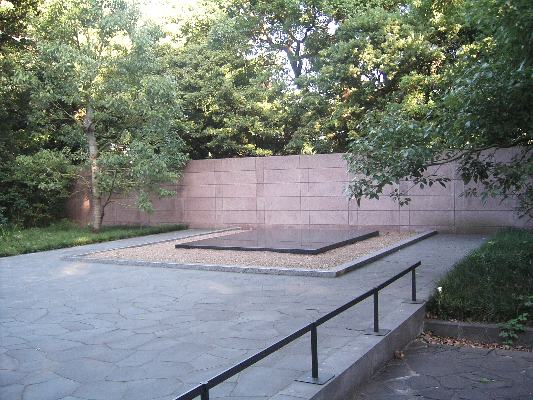
増設納骨室

六角堂は遺骨を安置する納骨堂であり、上空から見ると六角形に見える外観を持つ。日中戦争および太平洋戦争にて国外で死亡した日本の軍人、軍属、民間人の遺骨のうち、身元不明や引き取り手のない遺骨が安置されている。六角堂をはじめとする千鳥ケ淵戦没者墓苑の建物は、谷口吉郎が設計を手掛けた。
六角堂の中央には、古代の豪族の寝棺を模した陶棺が設置されている。この陶棺の製造は、九州耐火煉瓦が手掛けた。第二次世界大戦の日本の主な戦場から石を採取し、それを材料として高熱で焼き上げ、陶器の棺としたものである。質量は5トンに達しており、世界的に見てもこれほど大きな陶製品は稀である。この陶棺の中には、昭和天皇より下賜された骨壺が納められている。下賜された骨壺は、内藤春治が意匠を手掛け、内藤をはじめとする東京芸術大学の教員7名によって製作された。茶壺のような形状をした金銅製の壺であり、表面は金箔で仕上げられている。全戦没者の象徴とするため、第二次世界大戦時の各戦場の遺骨を骨壺に少しずつ納め、それを陶棺の中に安置している。
六角堂の中央部の地下には、主な戦域ごとに「本土周辺」、「満州」、「中国」、「フィリピン」、「東南アジア」、「太平洋・ソ連」の6部屋に分けた納骨室が設けられている。その中には、遺族に引き渡すことができなかった第二次世界大戦の戦没者の遺骨が、鋳鉄製の納骨壺に納められ安置されている。納骨壺については、工業技術院の産業工芸試験所が意匠を手掛け、老子製作所が製造を手掛けた。
2013年5月の時点で、35万8260柱の遺骨が安置されている。遺骨の収集は今なお継続されており、のちに納骨室の収容能力に限界が生じることとなった。そのため、1991年と2000年に、六角堂の奥正面に納骨室が新たに増設されることとなった。それ以降、遺骨は増設された納骨室の方に納められることとなった。ただ、増設納骨室の地上部には、六角堂のような施設や設備は特に設けられていなかったが、増設納骨室の直上にビニールシートを敷いて花見に興ずるなどの暴挙に及ぶ者が現れたため、国会でも施設改善が主張された。

### 標石・石碑

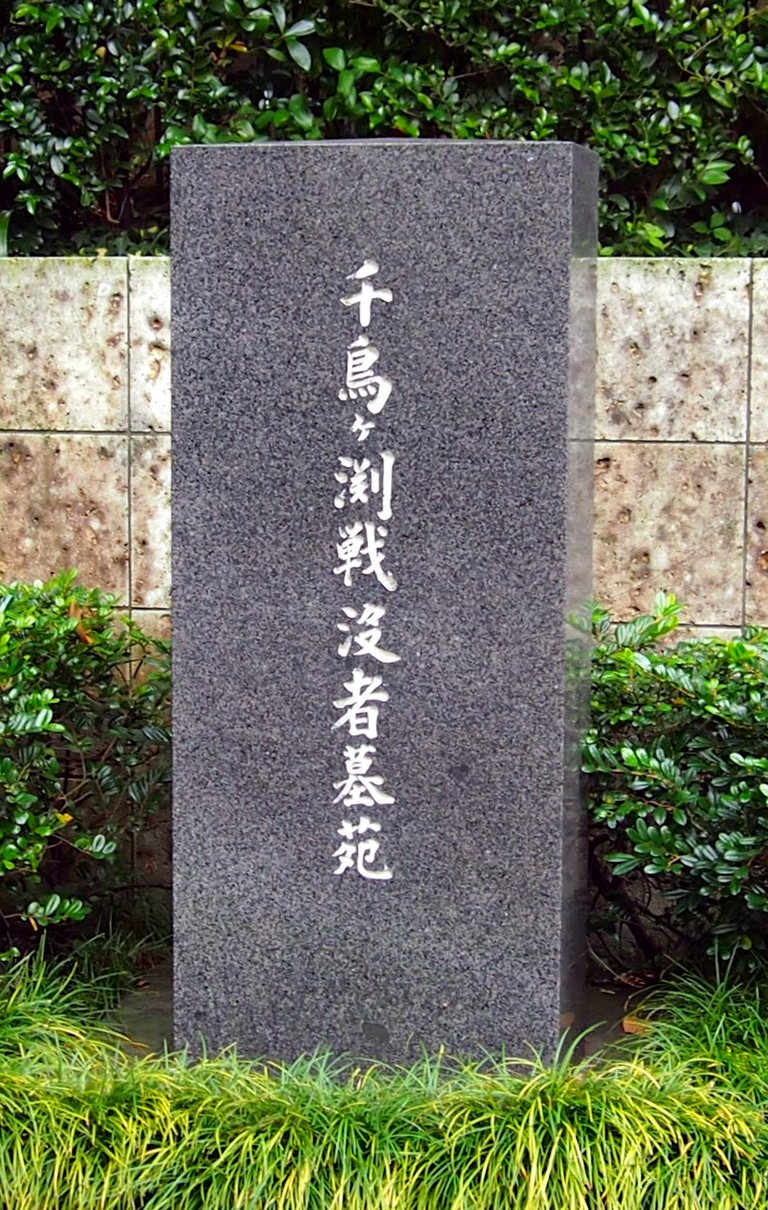
標石

2か所ある入口には、それぞれ「千鳥ヶ渕戦没者墓苑」 と記された標石が置かれている。これは、墓苑創建時の内閣総理大臣である岸信介の筆によるものである。また、標石の裏には、「昭和三十四年三月二十八日建之　厚生省」 と記されている。これは、墓苑創建時の厚生大臣である坂田道太の筆によるものである。
また、苑内には「昭和天皇御製の碑」が建立されている。千鳥ケ淵戦没者墓苑創建の際、昭和天皇より下賜された御製が刻まれている。碑文は、雍仁親王妃勢津子の筆によるものである。この石碑は千鳥ケ淵戦没者墓苑奉仕会によって建立され、1960年に竣工し、国に寄附された。また、苑内には「今上陛下御製の碑」も建立されている。終戦60周年となった年の歌会始の儀において、上皇が詠んだ御製が刻まれている。碑文は、正仁親王妃華子の筆によるものである。この石碑は2005年に竣工した。

## 行事

### 拝礼式

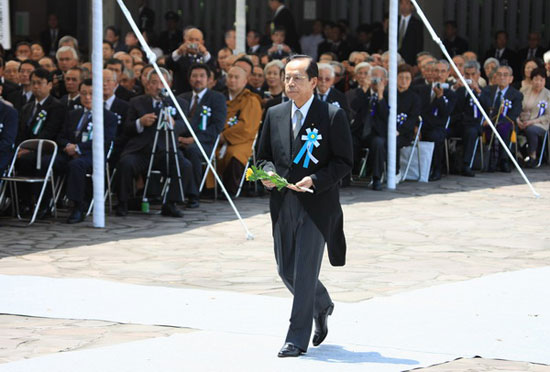
拝礼式に参列する内閣総理大臣福田康夫（手前）（2008年5月26日）

例年5月になると、厚生労働省が主催する「拝礼式」が執り行われる。直近一年間で戦没者遺骨帰還団などが新たに収容した遺骨のうち、身元不明や引き取り手のない遺骨が、厚生労働大臣によって納骨される。拝礼式には、皇族や内閣総理大臣などが参列することが慣例となっている。そのほかにも、外務大臣、環境大臣、防衛大臣など関係する国務大臣や、関係国から日本に派遣された特命全権大使、衆議院厚生労働委員長、参議院厚生労働委員長、各政党の代表者、都道府県知事の代表者、日本遺族会会長、遺族の代表者、千鳥ケ淵戦没者墓苑奉仕会会長などが参列し、献花などを行う。六角堂の祭壇には天皇、皇后から下賜された大きな花籠が飾られ、皇宮警察本部音楽隊などが国歌などの演奏を担当する。

### 秋季慰霊祭
例年秋になると、千鳥ケ淵戦没者墓苑奉仕会が主催する「秋季慰霊祭」が執り行われる。慰霊祭には、皇族や国務大臣などが参列することが慣例となっている。そのほかにも、関係国から日本に派遣された特命全権大使や、遺族の代表者など、およそ1000名が参列し、献花などを行う。また、陸上自衛隊、海上自衛隊、航空自衛隊からも、それぞれを代表する部隊が参列し、部隊参拝を行う。そのほか、献茶の儀や、昭和天皇や今上天皇の御製の奉誦などが行われる。なお、陸上自衛隊中央音楽隊などが国歌などの演奏を担当する。

### その他の行事

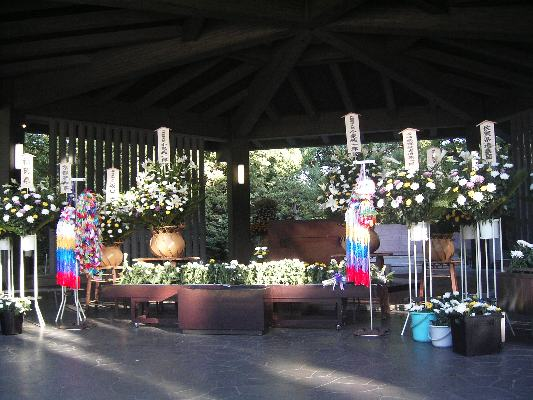
六角堂の祭壇と陶棺

拝礼式や秋季慰霊祭以外にも、一年を通じて各種団体の慰霊行事が行われる。
旧陸軍と陸上自衛隊ならびに航空自衛隊の関係者にて構成される偕行社は、千鳥ケ淵戦没者墓苑にて月例参拝を続けている。同様に、旧海軍および海上自衛隊の関係者にて構成される水交会も、千鳥ケ淵戦没者墓苑での月例参拝を続けている。また、防衛大学校では、神奈川県横須賀市にあるキャンパスから夜通し歩いて千鳥ケ淵戦没者墓苑などを参拝する「東京行進」と呼ばれる行事があり、学生有志により運営される伝統行事となっている。
なお、施設自体は特定宗派の宗教性を帯びないため、仏教・神道・キリスト教等の各種宗教団体も行事を行う。苑内で行事を行う際には、環境大臣の許可を要する。

## 名称

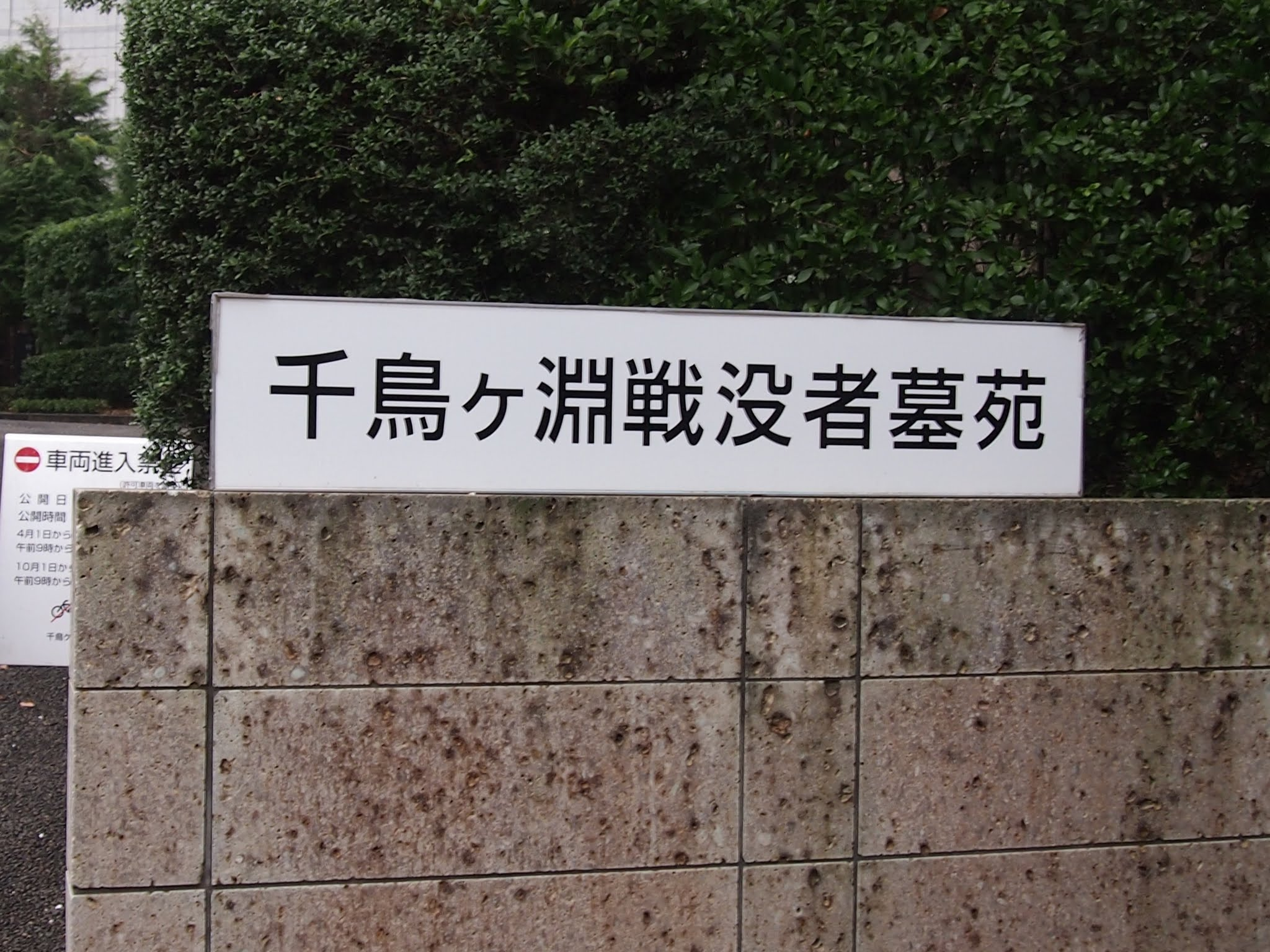
銘板

堀の名称としての「千鳥ヶ淵」は小書きの「ヶ」で表記されることが多いが、墓苑の名称としての「千鳥ケ淵戦没者墓苑」は大きい「ケ」で表記されることが多い。環境省設置法など法令においては、いずれも大きい「ケ」を用いて「千鳥ケ淵戦没者墓苑」 と表記されている。環境省の下部機関として墓苑を維持管理する「千鳥ケ淵戦没者墓苑管理事務所」についても、同様に大きい「ケ」を用いて表記される。環境省組織規則など法令においては、いずれも大きい「ケ」を用いて「千鳥ケ淵戦没者墓苑管理事務所」 と表記されている。そのため、環境省の公式サイトなどでは、「千鳥ケ淵戦没者墓苑」 と表記することが多い。しかし、墓苑の維持奉賛を担う千鳥ケ淵戦没者墓苑奉仕会の公式ウェブサイトでは小書きの「ヶ」と大きい「ケ」が混在するなど、小書きの「ヶ」を用いて「千鳥ヶ淵戦没者墓苑」と表記されることもしばしば見受けられる。銘板や標識などにおいても、小書きの「ヶ」が用いられることがある。
また、かつては「淵」ではなく「渕」を用いて「千鳥ヶ渕戦没者墓苑」と表記されることもあった。岸信介の筆による標石にも「千鳥ヶ渕戦没者墓苑」 と記されている。なお、「渕」は「淵」の俗字である。

## 沿革

### 必要性
1950年、フィリピンでの戦没者の遺骨4822柱が、アメリカ軍より送還されることになった。また、1952年より、厚生省は遺骨収集事業を本格化させることになった。厚生省の庁舎内に仮安置される遺骨は、増加の一途を辿った。それにともない、身元不明などの理由で遺族に返還できない遺骨の取り扱いが課題となり、それらを納める墓地が求められるようになった。
かつて、日本における国家としての戦没者追悼施設としては、戦死した軍人、軍属を英霊として祀る靖國神社があった。靖國神社は内務省や陸軍省および海軍省の統括を受けていたが、既に1946年に国の管理を離れ、宗教法人に移行していた。そのため、1950年代は、国家的な戦没者追悼施設自体が存在しないという状況であった。幣原内閣当時から既に「各国の“無名戦没者の墓”に類するものを造ったらどうか」 との構想が持ち上がっていたが、第3次吉田第2次改造内閣が日本国との平和条約に調印し、連合国軍総司令部の占領も終わりを迎えたことから、この構想も本格化することになった。

### 建設運動

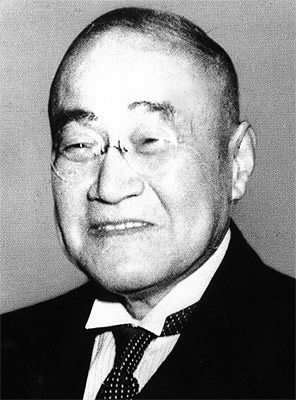
全日本無名戦没者合葬墓建設会総裁の吉田茂

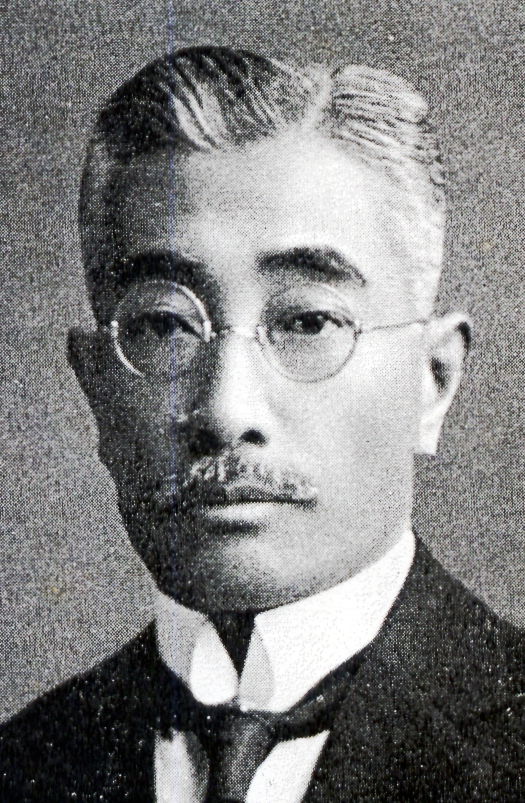
海外戦没者慰霊委員会委員長の安藤正純

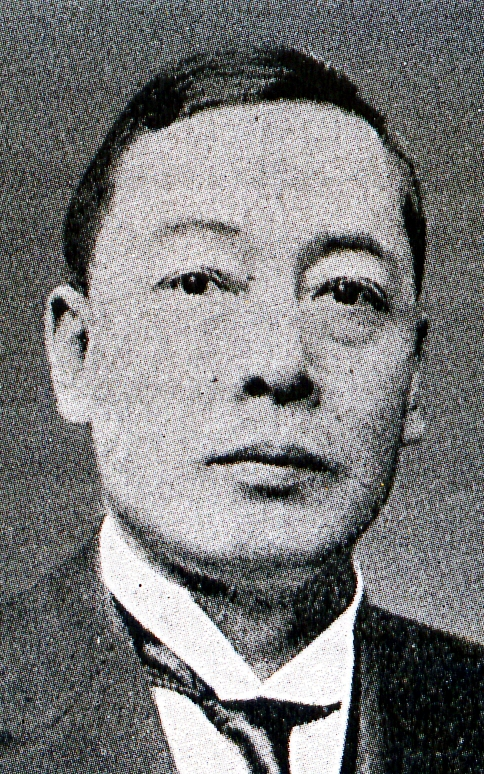
全国遺族等援護会会長の砂田重政

このような背景の下、官民問わず墓地建設を求める声が挙がり、1952年5月1日に「全日本無名戦没者合葬墓建設会」が発足した。吉田茂を総裁に据えたうえで、村上義一が会長に就任し、草葉隆圓、一萬田尚登、石川一郎、関桂三が副会長、安藤紀三郎が事務局長を務めることになった。発足当時、吉田は内閣総理大臣、村上は運輸大臣を務めており、のちに草葉も第5次吉田内閣で厚生大臣を務めるなど、建設会の役員には閣僚級の人物が名を連ねている。さらに、日本銀行総裁の一萬田や、経済団体連合会会長の石川、関西経済連合会会長の関など、各界の主要人物も参画しており、全日本無名戦没者合葬墓建設会は「政府直接の事業形式をとっていないが、実質的には、官民合同の挙国的組織」 と位置づけられていた。全日本無名戦没者合葬墓建設会の計画では、東京都文京区の豊島岡墓地周辺に他国の「無名戦士の墓」と同様の施設を建設し、他国の元首や外交使節団が公式参拝できるような存在となることを目指していた。
また、国会においても、墓地建設の声が挙がっていた。参議院議員の山下義信が「私は社会党に属しているが、戦没者の慰霊顕彰は超党派で推進すべき問題で愛国心については誰にも劣るものではない」 と主張するなど、与野党問わず戦没者追悼に積極的な声が挙がっていた。それにともない、「海外戦没者慰霊委員会」が設立された。衆議院議員の安藤正純が委員長に就任し、山下らも役員として参画した。海外戦没者慰霊委員会は、戦没者の遺骨の送還や戦没者墓苑の建設の推進を目指していた。
また、1954年9月には、「全国遺族等援護会」が設立された。名誉会長に宇垣一成を据え、砂田重政が会長に就任し、中山マサ、堀内一雄、須磨弥吉郎、橋本龍伍、曾禰益、三宅正一らが副会長、一萬田尚登、石橋湛山、西尾末広、安井誠一郎、松村謙三、藤山愛一郎、今村均、河辺正三、鈴木孝雄、西尾寿造、岡村寧次、下村定、寺岡謹平らが顧問を務めることになった。全国遺族等援護会は、遺族や傷痍軍人への援護を図るとともに、戦没者に対する慰霊顕彰の推進を目指していた。

### 建設の決定
厚生省も戦没者墓苑の設置を検討していたが、その一方で、日本国憲法の政教分離原則に抵触しないか慎重に検討を重ねていた。この点について、厚生省では、1953年より法制局や文部省も交えた研究会議を開き、憲法上の問題はないとの結論に達している。同年10月6日、厚生省は、日本遺族会、日本宗教連盟、海外戦没者慰霊委員会、全日本無名戦没者合葬墓建設会など、関連する団体を招いて会議を開催した。この会議において、国が戦没者墓苑を建設する案が提示され、全ての参加者から賛同を得た。同年11月12日、厚生省は、関係機関や有識者らを招いた「戦没者墓苑に関する懇談会」を開催したが、こちらでも全ての参加者から賛同を得た。また、関係する団体からは、墓地建設についての意見書などが次々に寄せられるようになった。これらを踏まえ、同年12月11日、第5次吉田内閣は「『無名戦没者の墓』に関する件」を閣議決定した。この閣議決定において、遺族に引き渡すことのできなかった遺骨を納める墓の建立が正式決定し、その維持・管理は国の責任において行うことが明確に定められた。なお、この時点では墓苑の正式な名称は定められておらず、閣議決定に記載された「無名戦没者の墓」という名称はあくまで仮称とされていた。
また、吉田茂や村上義一らが結成した全日本無名戦没者合葬墓建設会は、各国の「無名戦士の墓」と同様の施設を建設しようと、日本国民に対して広く募金を呼び掛けていた。その趣旨に賛同した国民から募金が殺到しており、1953年12月11日の閣議決定時点で既に569万円に達していた。
閣議決定により、国が同趣旨の墓を建立することになったため、全日本無名戦没者合葬墓建設会は事業を中止することとし、集めた募金を日本国政府に寄附した。この寄附金は、のちに千鳥ケ淵戦没者墓苑の造苑経費に充てられることになった。

### 誘致活動
全日本無名戦没者合葬墓建設会は豊島岡墓地周辺に墓の建設を目指していたが、閣議決定以降は、さまざまな候補地が浮上した。東京都千代田区の北の丸森林公園、皇居二重橋前の楠木正成像周辺、旧陸軍航空本部跡地、在日本英国大使館前の短冊状の土地、靖國神社の境内、東京都文京区の護国寺の陸軍墓地付近、東京都多摩市の桜ヶ丘聖蹟記念碑周辺、埼玉県入間郡越生町の越生墓苑などが、具体的な候補地として検討された。このうち、靖國神社の境内に墓を設ける案は、靖國神社崇敬会総代などから提案されたが、神社の境内に墓を置くのはあまり例がない点や、境内の敷地が狭い点などが問題視された。他の宗教団体からは、墓に対して各宗教・宗派がそれぞれの儀式を執り行う場合、神社の境内でない方がよいとの指摘がなされた。さらに、日本国憲法の政教分離の原則により、国の施設を宗教法人の敷地内に設置するのは極めて難しく、選定されなかった。また、越生墓苑に墓を設ける案は、埼玉県知事などから提案された。「緑に映えた丘陵で、関八州を俯瞰し、東方には筑波山を望む景勝の地」 と評されたが、付近に水が少ないことや、郊外であることが問題視され、選定されなかった。

### その後の沿革

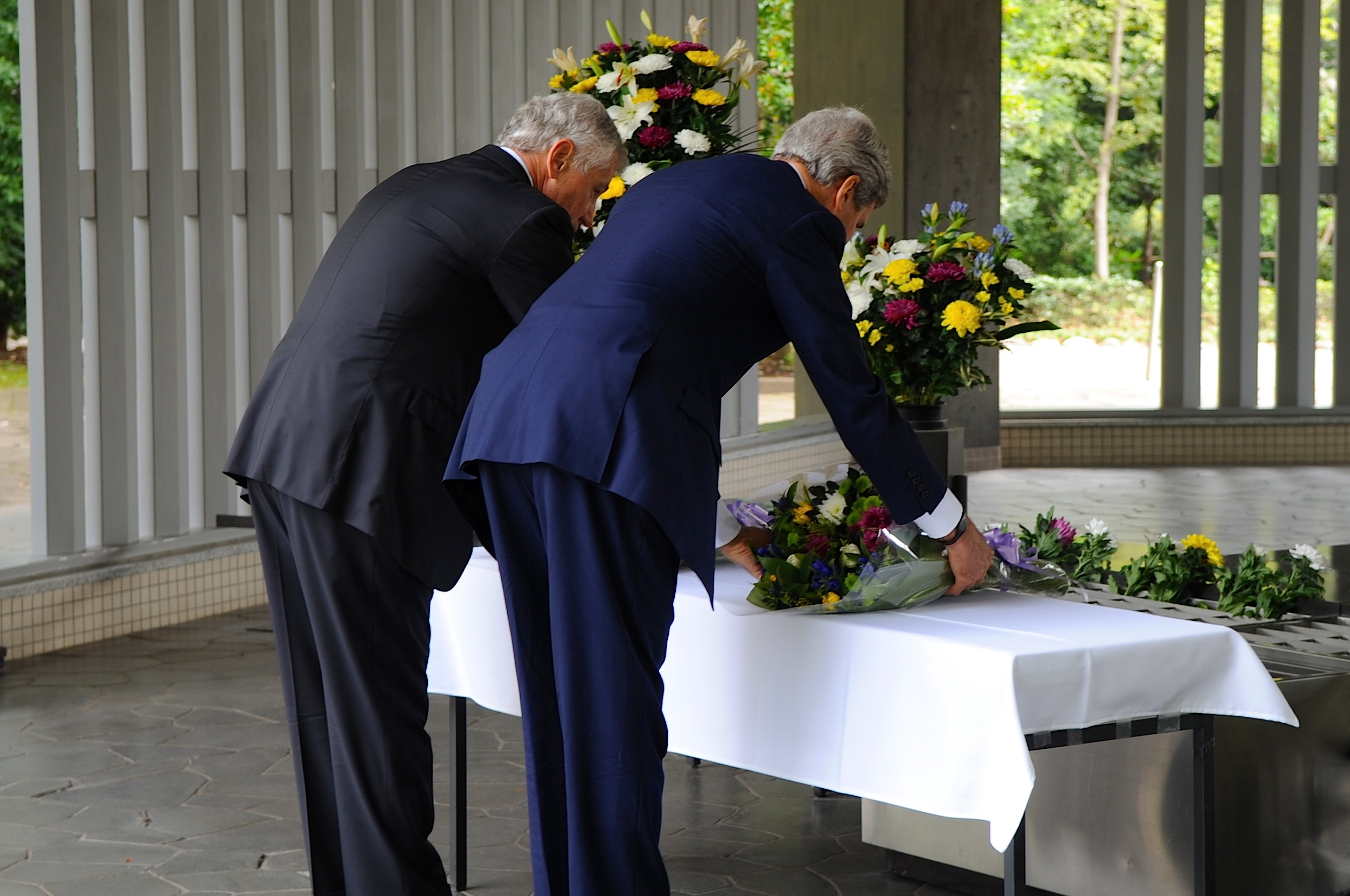
献花するアメリカ合衆国の国務長官ジョン・ケリー（右）、国防長官チャック・ヘーゲル（左）（2013年10月3日）

諸団体の意見を聴取し、関係機関や有識者による検討を経た後、1953年（昭和28年）12月11日、「戦没者遺骨の内、氏名判明せざるもの並びに遺族不明のためお渡しできぬものを、国が建設する「無名戦没者の墓」（仮称）に収納し、国の責任において維持管理する」との方針を閣議決定する。その背景には、1953年に来日したアメリカ合衆国副大統領のリチャード・ニクソンが、靖国神社参拝を断ったという経緯もある。
この閣議決定の後も、施設の名称・性格・敷地等について各方面から様々な意見が交わされた。1956年（昭和31年）11月には千鳥ケ淵の宮内庁管理地（旧賀陽宮邸跡）に敷地が定められ、1958年（昭和33年）7月に着工、1959年（昭和34年）3月28日に竣工した。この日、厚生省主催の竣工および追悼式が執り行われ、昭和天皇と香淳皇后が臨席し、内閣総理大臣等が参列した。
なお、墓苑を管轄する千代田区は千鳥ケ淵を「墓地、埋葬等に関する法律」上の“墓”として認めておらず（墓地であれば個別埋葬を要する）、法的性格は“倉庫”“保管庫”に過ぎない事が2001年（平成13年）に発覚した。
2013年10月3日、アメリカのケリー国務長官とヘーゲル国防長官が日米安全保障協議委員会のため来日のおり献花した。アメリカの閣僚が訪れるのは初めてとされる。

## 拡充計画
2006年（平成18年）7月、自由民主党政調会長中川秀直は、千鳥ケ淵戦没者墓苑の周辺にある国有地も取り込み、墓苑を公園のように拡充・整備する計画があることを示した。

## 所在地・交通
東京都千代田区三番町2
- 東京メトロ東西線、半蔵門線、都営新宿線：九段下駅「2番出口」から徒歩12分。千鳥ヶ淵緑道を歩く。
- 東京メトロ半蔵門線：半蔵門駅「5番出口」から徒歩10分。

駐車場あり。墓苑の前の道路は、一方通行なので注意。

## その他
- 大規模な行事が実施される時以外は静穏な雰囲気であり、慰霊に適した環境となっている。六角堂の献花台の所では、菊を購入することができる（1本、百円）。誰でも利用可能な無料休憩所がある。飲み物の自販機あり。トイレあり。
- 持参した物を食べることができる場所がある。
- 一部の団体が清掃奉仕している。